# Idiocerus brunneus
Idiocerus brunneus är en insektsart som beskrevs av Henry Fairfield Osborn och Ball 1898. Idiocerus brunneus ingår i släktet Idiocerus och familjen dvärgstritar. Inga underarter finns listade i Catalogue of Life.